# Mia Toretto
Mia Toretto es una personaje de ficción secundario perteneciente a la franquicia de películas The Fast and the Furious, interpretada por la actriz brasileña-estadounidense Jordana Brewster.
Es la hermana de Dominic y Jakob Toretto, hija de Jack Toretto, esposa de Brian O'Conner y madre de dos hijos: Jack y Olivia O'Conner. Mia se involucró con Brian, ya que él era un policía encubierto, enviado para exponer las actividades criminales de su hermano, y los dos más tarde se enamoran. Después de liberar a su hermano del arresto, ella se involucra en el estilo de vida criminal de su hermano con el fin de proporcionar una vida y permanecer cerca de su familia.

## Biografía
Mia Toretto es la hija menor de la familia Toretto. Su padre, Jack Toretto, era un conductor profesional que tenía una Dodge Charger R/T de 1970. Su hermano mayor, Dom, ayudó a su padre a construir el Charger. Además, los Toretto eran dueños y tenían un mercado y tienda de café.
Mía creció en compañía del amigo de Dom, Vince, a quien conocían desde que Dom estaba en tercer grado; y Leticia «Letty» Ortiz, una chica de su vecindario con quien se hizo amiga cuando tenía diez años. Cuando ella tenía dieciséis años, el hermano de Mia y Letty se interesaron románticamente el uno por el otro.
Su padre fue una figura proactiva en sus vidas. Él la ayudó con la tarea, leyendo antes de los capítulos requeridos para ayudarla con el trabajo al día siguiente. Los Toretto también asistieron a la iglesia y realizaron parrilladas familiares para sus vecinos.
Mia, presumiblemente, no asistió al automovilismo, donde su padre murió en un accidente causado por Kenny Linder, un compañero de autos, pero estuvo devastada de todos modos. Cuando Dom atacó a Linder, fue arrestado y enviado a la prisión de Lompoc por asalto. Algún momento después de la liberación de Dom de la prisión, se hicieron amigos de los corredores y mecánicos ilegales, Leon y Jesse.
Mia estaba al tanto de las actividades ilegales y criminales de su hermano, robando camiones que transportaban productos electrónicos y otras pertenencias, y participando en carreras callejeras como un acto de mantener viva su pasión por las carreras después de que se le prohibiera permanentemente los circuitos de automovilismo por atacar a Linder.
En algún momento de la época en que Letty era una adolescente, Mia se vio envuelta en un intento de fuga en Boyle Heights. Atrapada en un rincón, Letty probablemente fue obligada a conducir su automóvil a través de un muro de contención; Mia era su pasajera.

### The Fast and the Furious
Mia conoce los crímenes de su hermano, pero los desaprueba y no se involucra en ellos.
Mia también funciona como la nena sexy de la película debido al hecho de que los amigos de Dom, especialmente Vince, se sienten atraídos por ella. Muse, un agente del FBI que realiza vigilancia en el campamento de Toretto, también se siente atraído por ella (y Muse incluso admite que se excitaría con las fotos de vigilancia de Mia). También se demuestra que Mia es una conductora competente, ya que también creció con Dom bajo su padre, piloto de carreras.
Cuando Brian se revela como un oficial de policía y le dice a Mia que ha estado encubierto desde la primera vez que la conoció, Mia se siente traicionada, pero Brian afirma que todo lo que ha dicho sobre ella ha sido real y la convence de ir con él para ayudar a salvar a su hermano y a sus amigos de los camioneros armados que han estado robándolos. Mia ayuda a Brian a rescatar a Vince de la camioneta en la que ha sido inmovilizado y se queda al lado de Vince mientras Brian se tapa la cara frente a Dom para llamar a un médico para salvar a Vince. Mia se va con Dom y los demás después de que Vince se salva.
Al final de la película, ella atiende a Jesse después de que lo matan a tiros, mientras Dom y Brian persiguen a Johnny Tran y Lance Nyguyen.

### Fast & Furious
Mia tiene un papel menor al ser una persona mayormente vigilada por el FBI. Ella le informa a Dom de la muerte de Letty mientras él está en Panamá por teléfono. Cuando Dom regresa a casa, ella lo acompaña al lugar de la supuesta muerte de Letty. Se la ve en el funeral de Letty y después se la ve principalmente persuadiendo a Dom de que no se ponga en peligro o quejándose con Brian (quien fue recontratado como agente del FBI) sobre su pasado juntos. Está implícito en la película que en algún momento renuevan su relación.

### Fast Five
La relación de Mia y Brian se confirma en Fast Five, donde ella y Brian están juntos buscando a Vince en Río de Janeiro, Brasil. Cuando lo encuentran, le da a Mia un trabajo para robar autos de un tren. Ella y Brian encuentran los contenedores de almacenamiento de los autos. Algo sale mal con el atraco y Dom le dice a Mia que conduzca el Ford GT40 de 1966 al escondite de Vince. Ella escapa con Brian y Dom cuando los hombres del atraco comienzan a atacarlos y les revela que está embarazada del hijo de Brian. Más tarde le ruega a Dom que se detenga cuando estaba peleando con Luke Hobbs. Hacia el final de la película, ella realiza inteligencia y vigilancia durante el atraco de Río, dando al equipo instrucciones y consejos mientras transportan la bóveda.

### Fast & Furious 6
Mia y Brian tienen un hijo, un bebé llamado Jack. Ella y Brian viven en una casa aislada en las Islas Canarias, España, con Jack y son visitados por Dom, quien les informa que Letty está viva. Brian no está seguro de volver al juego desde que se retiró para vivir en paz con Mia, pero ella lo anima a ir y traer a Letty a casa y ella se quedará con Jack y Elena.
Brian luego llama a Mia y le dice que Letty definitivamente está viva y ella le hace saber que, aunque parece diferente, sigue siendo Letty y eso es "todo lo que importa". Brian le dice que bese a Jack por él y cuelga.
Más tarde es secuestrada por los miembros del equipo de Owen Shaw, Klaus y Vegh, como castigo porque Dom no escuchó sus demandas. Se ve obligada a subir al avión de Shaw, evade a su equipo y huye con Brian en un Alfa Romeo Giulietta (2010). Mia toma el volante y Brian puede disparar un arpón al avión, lo que le permite a Mia derribarlo.
Cuando llegan al final de la pista, se da cuenta de que Gisele se ha ido y se da cuenta de que está muerta. De vuelta en Los Ángeles, Mia y Brian comentan sobre el mal estado de Los Ángeles pero que a Jack le encantará. Rezan juntos una oración para celebrar su regreso y compartir el almuerzo con su familia.

### Furious 7
Después de los eventos en Londres, ella y Brian comienzan a establecerse como familia con Brian diciéndole una noche que extraña "las balas". Más tarde le dice a Dom que va a tener otro bebé y Dom la anima a decirle. Pero momentos después, su casa es destruida por una bomba en un paquete enviado por el hermano mayor de Owen, Deckard Shaw, quien quiere vengarse del equipo por poner a su hermano en coma. Ella y Jack van a quedarse en la casa del amigo de Dom, Armando, en Monte Cristi (República Dominicana), para estar a salvo de Deckard. Ella le dice a Brian que ayude a Dom a derrotar a Deckard. Pero le dice después de la misión que han terminado con el equipo para poder tener una vida normal con Jack. Brian luego la llama para contarle algo que está sucediendo en Los Ángeles y si ella no tiene noticias de él en 24 horas, se lleve a Jack y siga adelante. Pero ella se niega a aceptarlo y les dice que van a tener una niña y le dice que vuelva con ellos. Más tarde se la ve jugando con Brian y Jack en la playa con Dom y el equipo mirando la escena.

### The Fate of the Furious
Después de que Dom se volviera antagónico, Roman Pearce sugiere traer a Brian en busca de ayuda, algo que Letty lo descarta, indicando que prometieron no involucrar a Brian o Mia en ninguna de sus actividades. Letty también mira una foto de Brian, Mia, Jack, ella y Dom, que encontró en la guantera del Chevrolet Chevelle SS de 1970 de Dom.

## Personalidad
Se muestra que Mia es una madre y una hermana muy cariñosa. Cuando el equipo de Owen llegó para secuestrarlos, le dio a Jack a Elena, que se estaba quedando con ella, y se apresuró a regresar para dejar que la secuestraran para que no se dieran cuenta del rastro de Elena o Jack y se unieran a su hermano para salvarlo.